# 梁仁芥
梁仁芥（1912年—1991年），中国人民解放军将领、中国人民解放军开国少将。
曾任中国人民志愿军原1军政委，后调任68军政委。1955年，授予中国人民解放军少将。